# Borderlands 3
Borderlands 3 je akční dynamická FPS videohra vyvinutá firmou Gearbox a vydaná firmou 2K Games. Je to pokračování hry Borderlands 2 z roku 2012 a jedná se v pořadí o čtvrtou hru v sérii Borderlands. Borderlands 3 byla vydána 13. září 2019 na PlayStation 4, Xbox One, Microsoft Windows a 30. října 2019 na Apple macOS. Vydání na Google Stadia je plánováno na později.
Hráči plní hlavní a vedlejší úkoly, a to buď sami nebo v režimu pro více hráčů se spuluhráči, jako jedna ze 4 hlavních postav. Z nepřátel po zabití padá vybavení, které je možno sbírat a vybavit se jím. Nové schopnosti, které je možno odemknout je zpřístupněno po nasbírání dostatečného množství zkušenostních bodů. Na rozdíl od předchozích dílů, se děj Borderlands 3 odehrává na několika planetách. Cílem v této hře je zastavit dvojčata Troye a Tyreen Calypso, v získání síly z mimozemských krypt, které jsou rozmístěné po celé galaxii.

## Hratelnost
Borderlands 3 je střílečka z první osoby s prvky RPG. Hráči mohou hrát sami, nebo v kooperaci s až čtyřmi hráči, zvolí si jednu ze 4 postav a vydají se vstříc dobrodružství. Hráči dostávají mise od různorodých nehratelných postav, nebo se mohou se vydat lovit odměny a za to dostávají zkušenostní body, herní peníze a vybavení. Za určitý počet zkušenostních bodů získáte vyšší úroveň a za každou získanou úroveň dostanete jeden dovednostní bod, kterým si můžete vylepšit některou z vašich schopností. Na začátku hry dostanete na výběr hrát jako jedna ze čtyř nových postav: Amara, Siréna, která dokáže vyvolat éterické pěsti, Moze, mladá střelkyně, která může řídit mechanického „medvěda“, Zane, bojovník se spoustou vychytávek a FL4K, robotický lovec, který si dokáže přivolat zvířata na pomoc v boji. Na rozdíl od předchozích dílů, kde měla každá z postav pouze jednu aktivní schopnost, v tomto díle má každá postava na výběr ze 3 unikátních schopností, ale pouze jedna (v případě Zane dvě) mohou být využívány současně.
Hra začíná na planetě Pandora, stejně jako předešlé díly, ale tentokrát budete mít krátce po začátku k dispozici vesmírnou loď Sanctuary III, která bude sloužit jako centrální stanice mezi misemi a zároveň vás přepraví k planetám na kterých byly identifikovány legendární krypty. Na palubě lodi Sanctuary III, můžete spravovat svůj inventář, obnovit zbraně ztracené na bojišti, zakoupit nové zbraně a vylepšení a získat vedlejší mise.
Hlavní kampaň s několika vedlejšími misemi vám zabere okolo 35 hodin. „True Vault Hunter Mode“, v podstatě nová hra plus, umožní hráčům zahrát si kampaň znovu se svojí vylepšenou postavou, což vám zpřístupní těžší nepřátele a lepší vybavení. „Badass Rank“ systém byl nahrazen „Guardian rank“ systémem, který vám přidá různá vylepšení po splnění drobných úkolů a tyto vylepšení se přidají na všechny vaše postavy. Borderlands 3 má několik nových možností, jak si užít zábavu i po dohrání příběhu. V „Circles of Slaughter“, které najdete na různých planetách, se budete snažit přežít vlny nepřátel. Pokud jsou všichni hráči v týmu vážně zraněni neboli v „Downed state“, zápas je u konce a všechny odměny jsou ztraceny. „Proving Grounds“ musíte nejdříve objevit pomocí schovaných kreseb v herních lokacích. Poté, co „Proving Grounds“ objevíte musíte porazit všechny nepřátele ve třech arénách a to do 30 minut. Nakonec pak „Mayhem Mode“ který náhodně změní některé elementy kampaně, aby tak zase o něco zvýšil obtížnost.

## Příběh
Jako součást série Borderlands, i Borderlands 3 začíná na planetě Pandora o které se dlouhodobě povídá, že ukrývá několik Krypt, které mají ukrývat poklady a technologie. V posledních desetiletích se několik obřích korporací a banditích klanů provedlo nájezdy na Pandoru ve snaze najít tyto krypty, ale neustálé konflikty a krveprolití zanechalo Pandoru a její obyvatele ve zpustošeném stavu. Nehledě na to se zde ale pořád najde několik nezávislých hledačů pokladů, známých jako „Vault Hunters“ (vaše postava).
Borderlands 3 se odehrává 7 let po smrti Handsome Jacka v Borderlands 2 a pádu korporace Hyperion ve hře Tales from the Borderlands. V Borderlands 2 bylo zjištěno že několik dalších krypt („Vault“) bylo objeveno v této galaxii. V nastalé situaci po pádu Hyperion korporace a smrti Handsome Jacka, se moci ujala dvojčata Troy a Tyreen Calypso, kteří stvořili kult „Children of the Vault“, násilnický kult osobnosti, který je sestaven ze zbytků banditů po celé planetě. Jejich cílem je zmocnit se všech krypt a dostat se až k té největší, která má jméno Velká krypta („Great Vault“). Lillith, jedna z hratelných postav v první hře a nýnější lídr „Crimson Raiders“, což je odbojová skupina stvořena k chránění Pandory, najme nové „Vault Huntery“, aby jí pomohli zastavit dvojčata.
Několik postav z předchozích dílů hlásí návrat. Dříve hratelné postavy jako Claptrap, Zer0, Maya, Brick a Mordecai se zde objeví jako NPC. NPC, které se znovu objeví i v této hře jsou prodejce zbraní Marcus Kincaid, expert na výbušniny Tiny Tina (teď už jen Tina), Miss Mad Moxxi and její mechanická dcera Ellie, lovec kyborg Sir Alistair Hammerlock, archeoložka Patricia Tannis, výrobce zbraní Mr. Torgue a Crazy Earl. Rhys Strongfork, jedna ze dvou hratelných postav ve hře Tales from the Borderlands a jeho nejlepší kamarád Vaughn se zde také objeví.